# Krzysztof Bieńkowski (polityk)
Krzysztof Bieńkowski (ur. 30 stycznia 1980 w Przasnyszu) – polski polityk, nauczyciel, ekonomista i samorządowiec, w latach 2016–2018 kierownik Delegatury Mazowieckiego Urzędu Wojewódzkiego w Ciechanowie, w latach 2018–2023 starosta powiatu przasnyskiego, senator XI kadencji.

## Życiorys

### Wykształcenie i działalność zawodowa
Absolwent Szkoły Podstawowej nr 3 im. Tadeusza Kościuszki. W 1999 zdał egzamin maturalny w Liceum Ogólnokształcącym im. Komisji Edukacji Narodowej w Przasnyszu. W 2004 ukończył ekonomię na Politechnice Koszalińskiej. Ukończył też studia podyplomowe z zakresu informatyki, zarządzania oświatą i zarządzania służbą, a także studia doktoranckie w zakresie metodologii badań w naukach ekonomicznych na Akademii Finansów w Warszawie. W latach 2005–2006 był nauczycielem akademickim w Akademii Finansów w Warszawie. W latach 2004–2016 pracował jako nauczyciel i pedagog szkolny w Liceum Ogólnokształcącym w Przasnyszu. W latach 2009–2010 prowadził audycję w Radiu Przasnysz.

### Działalność publiczna
Dołączył do Prawa i Sprawiedliwości. W wyborach samorządowych w 2006 został wybrany na radnego powiatu przasnyskiego; kandydując z list PiS, otrzymał 462 głosy. W radzie powiatu został wybrany przewodniczącym III kadencji. W 2010 uzyskał reelekcję do rady powiatu jako kandydat Forum Samorządowego 2010 (dostał 379 głosów). W IV kadencji samorządu powiatowego objął funkcje wiceprzewodniczącego rady. W 2013 był organizatorem akcji „Bronimy rodziny”. W 2014 utrzymał mandat radnego powiatu z listy PiS, zdobywając 508 głosów. W 2015 został pełnomocnikiem PiS na powiat przasnyski. W latach 2016–2018 był kierownikiem delegatury Mazowieckiego Urzędu Wojewódzkiego w Ciechanowie.
W wyborach w 2018 po raz czwarty został radnym powiatu, otrzymał wówczas 1694 głosy. 19 listopada tego samego roku wybrano go na starostę powiatu. W 2022 został powołany na pełnomocnika okręgowego PiS. W wyborach parlamentarnych w 2023 był kandydatem Prawa i Sprawiedliwości do Senatu w okręgu nr 39. Uzyskał mandat senatora XI kadencji, otrzymując 80 567 głosów wygrał z Janem Marią Jackowskim oraz Gabrielem Janowskim.

## Odznaczenia i wyróżnienia
- Brązowy Krzyż Zasługi (2019)[16][17]
- Brązowy Medal za Zasługi dla Policji (2021)[18]
- Brązowa Odznaka „Zasłużony dla Ochrony Przeciwpożarowej” (2023)[19]
- Medal Stanisława Ostoi-Kotkowskiego (2019)[20]
- „Serce Legionu” od Klubu Honorowych Dawców Krwi Legion (2021)[21]
- Medal „Za Zasługi dla Łowiectwa Okręgu Ciechanowskiego” (2021)[22]
- Medal „Zasłużony dla Szpitala w Przasnyszu” (2023)[23]

## Życie prywatne
Syn Jana i Reginy. Od 2003 żonaty z Bożeną, z którą ma czterech synów. Członek Stowarzyszenia Krzewienia Edukacji Finansowej, Towarzystwa Nauczycieli Szkół Polskich oraz członek ochotniczej straży pożarnej.